# Resolución 2699 del Consejo de Seguridad de las Naciones Unidas
La resolución 2699 del Consejo de Seguridad de las Naciones Unidas, adoptada el 2 de octubre de 2023, autorizó una misión de seguridad liderada por Kenia en Haití. La misión es una respuesta a la crisis haitiana de 2018-2023 y la guerra de pandillas en Haití, con el apoyo de la ONU solicitado inicialmente el 7 de octubre de 2022, un año antes. La resolución también extendió un embargo de armas anterior.
La resolución fue redactada por los Estados Unidos y Ecuador. 13 miembros votaron a favor, con Rusia y China absteniéndose.
A partir del 2 de octubre de 2023, Kenia, Jamaica, las Bahamas y Antigua y Barbuda han acordado proporcionar personal, mientras que los Estados Unidos ofrecieron un máximo de 200 millones de dólares.